# فرودگاه تانکوئری فیورد
فرودگاه تانکوئری فیورد (به انگلیسی: Tanquary Fiord Airport) یک فرودگاه خصوصی با کد یاتا JQ6 است که یک باند فرود شن دارد و طول باند آن ۱۱۲۷ متر است. این فرودگاه در کشور کانادا قرار دارد و در ارتفاع ۴ متری از سطح دریا واقع شده است.